# Stéphane Mercurio
Pour les articles homonymes, voir Mercurio (homonymie).
 (septembre 2024).
Si vous disposez d'ouvrages ou d'articles de référence ou si vous connaissez des sites web de qualité traitant du thème abordé ici, merci de compléter l'article en donnant les références utiles à sa vérifiabilité et en les liant à la section « Notes et références ».
Stéphane Mercurio est une réalisatrice française née le 17 avril 1963. Elle réalise notamment des documentaires diffusés à la télévision ou au cinéma mais aussi des courts métrages de fiction.

## Biographie
(septembre 2024).
Après des études de droit, Stéphane Mercurio s’engage dans l’humanitaire et travaille dans la presse. En 1989, elle croise Christophe Otzenberger, réalisateur et producteur, lors de l’organisation du concert de Renaud à la Bastille pour « Ça suffat comme ci ! », en faveur de la suppression de la dette. Elle découvre le documentaire. Autodidacte, Stéphane Mercurio s'inscrit aux Ateliers Varan et réalise « Scène de ménage avec Clémentine » en 1992. Le film est diffusé par Arte. La réalisatrice poursuit avec une lutte pour le logement où sont présents Jacques Higelin, le professeur Jacquard, Siné, et participe aux combats du Dal (Droit au Logement). En 1993, elle crée avec un groupe d’amis, le mensuel, La Rue, vendu à la criée par des sans domicile. L’aventure dure 3 ans. Elle en finit rédactrice en chef. Puis repart pour "Cherche avenir avec toit" produit par Iskra et diffusé par Canal +. 
À côté en 2008 est son premier film pour le cinéma, des femmes qui attendent les parloirs à côté de la prison de Rennes. Il est salué par la critique. Le mariage parfait entre la force du cinéma et la puissance du réel écrit Studio. Pierre Murat dans le masque et la plume dira « ces femmes, deviennent toutes des heroïnes de Maupassant. C’est sublime… Elle poursuit son travail sur l’enfermement avec « A l’ombre de la république » en 2011 et « Après l’ombre » en 2018.
Son œuvre est essentiellement composée de documentaires dans lesquels elle donne la parole aux invisibles pour la télévision ou le cinéma. Les femmes battues dans Intimes violences, Le personnel hospitalier dans Hôpital au bord de la crise de nerfs, « Quand la caravane reste » raconte le quotidien d’un petit camping. « C’est un film étrange et beau que Stéphane Mercurio nous propose. Silencieux, pudique, attentif, décousu et fragile comme les vies qui le hantent, il murmure à la fois l’espoir et le désarroi. Comme un camping raconte l’hiver lorsque l’été est retourné chez lui. » écrit Sorj Chalandon.
Dans « Mourir ? Plutôt crever ! » le dessinateur Siné raconte son amitié avec Prévert, Malcolm X ou Benoit Delepine avec lequel il achète un caveau au cimetière montmartre … Le tout pendant qu’il crée avec Catherine Sinet, sa femme, le journal Siné Hebdo. « Un anar poilant » selon Snatch.
Elle utilise la photographie dans plusieurs de ses films. Dans « Quelque chose des hommes », des pères et fils se livrent dans le studio du photographe Grégoire Korganow. Le film est sélectionné par de multiples festivals, diffusé sur France 3 et sur de nombreuses plateformes.
Avec le metteur en scène de théâtre, Didier Ruiz, s’ouvre une nouvelle collaboration autour de ses créations. « Une si longue peine », « Après l’ombre » et « L’un vers l’autre » naîtront de cette rencontre.
En 2016, elle expérimente en s’appropriant le réseau social Facebook durant les mois d’août 2016 et 2017. Elle tourne seule une « balade documentaire » intitulée « Les parisiens d’août » qui donnera lieu à une publication quotidienne de ses rencontres au fil de l’eau le long du canal de l’Ourcq et de la Seine.
La réalisatrice s’essaye aussi à la fiction avec 2 courts métrages. « Avec mon ptit bouquet » pour Canal + avec Zazie et Xavier Mathieu et « 15 kilomètres trois » d'après le livre de Martine Laval pour France 3.  
Elle réalise des vidéos pour Siné Hebdo puis Siné Mensuel et Siné Madame. 
Elle filme les rencontres du dessin de presse au Mémorial de Caen...
Elle retrouve Christophe Otzenberger pour « Petits arrangements avec la vie ». Ce film à 4 mains, tourné alors que le cinéaste est très malade, se finira sans lui. 

## Famille
Stéphane Mercurio a deux enfants. Elle est la fille de Catherine Sinet, épouse du dessinateur Siné. 

## Autres activités
Stéphane Mercurio participe à des jurys de festivals (Cinéma du réel, Festival des Escales documentaires de la Rochelle, Festival de Biarritz Amérique latine, Festival Traces de vies (Clermont-Ferrand),...
Elle a fait partie des comités de lecture pour le documentaire en régions (Normandie, Bretagne,Région Nouvelle Aquitaine)
Membre de la SCAM, elle a été jury pour la bourse Brouillon d’un rêve.
Elle a aussi des activités de formations en milieu scolaire, accompagne des étudiants ou de jeunes auteurs, mène des ateliers, intervient auprès du public dans toute la France, parfois en milieu pénitentiaire.

## Filmographie

### Télévision
- 1992 : Scènes de ménages avec Clémentine[1]
- 1996 : Cherche avenir avec toit
- 2001 : Le Bout du bout du monde
- 2002 : Sans principe, ni précaution, le distilbène
- 2003 : Hôpital au bord de la crise de nerfs
- 2004 : Louise, son père, ses mères, ses sœurs et ses frères
- 2009 : Marie-claude et le PDG, film d'animation de 3 min pour Cut up/Arte
- 2011 : À l'ombre de la République, 100 min pour Canal+/Iskra
- 2011 : Avec mon p'tit bouquet, court-métrage fiction/Mille et Une Films, Méroé
- 2014 : Intimes violences, 70 min pour France 2/La Genérale de production
- 2014 : Quinze kilomètres trois, fiction 22 min pour France 3/Qui vive !
- 2015 : Quelque chose des hommes[2], 27 min pour France 3/Iskra
- 2016 : Quand la caravane reste, Arte/La Générale de production. 60 min.
- 2017 : Une si longue peine, France 3/Iskra. 27 min.
- 2017 : Les Parisiens d'août, France 3/La Générale de Production
- 2018 : Petits arrangements avec la vie, avec Christophe Otzenberger, Arte/La Générale de Production[3]
- 2019 : L'un vers l'autre. Iskra. La Générale de Production. Libre court sur France 3. 56 min[4]
- 2022 : Ce qui me lie à l'autre. CFRT.

### Cinéma
- 2008 : À côté, Iskra/Forum des Images/Mille et Une films
- 2010 : Mourir ? Plutôt crever !, consacré au dessinateur de presse Siné. 96 min, Iskra
- 2018 : Après l'ombre

### Web
- 2016 : Les Parisiens d'août[5] Balade documentaire réalisée entre le 1er et le 31 août et publiée quotidiennement sur Facebook.

### Radio
- 2021 : France Culture, L'Expérience de Aurélie Charon. "Je me suis fait la guerre ou comment être un bon arabe"[6].
- 2023 : France Culture, L'Expérience de Aurélie Charon. "Les dames d'Isis ou comment échapper à l'ehpad."

## Distinctions
- Festival du film de Belfort - Entrevues 2007 : Prix du film français et prix du public pour À côté[7]
- Festival international de films de femmes de Créteil 2008 : Prix ACRIF Docs-Lycéens pour À côté
- Festival Images de justice de Rennes 2008 : Prix du festival pour À côté
- Festival Tournez court (festival du court-métrage de Saint-Étienne) 2012 : Prix du public pour Avec mon p’tit bouquet
- Festival Tournez court 2014 : Prix de la mise en scène pour Quinze kilomètres trois
- Festival du film de Saint-Paul-Trois-Châteaux 2015 : Prix de la Ville pour Quinze kilomètres trois
- Festival international du film grolandais de Toulouse 2015 : Amphorette (prix du court métrage) pour Quelque chose des hommes
- Festival Doc en courts de Lyon 2015 : Prix du public pour Quelque chose des hommes
- Festival Cinambule de Cabrières-d'Avignon 2016 : Prix du public pour Quelque chose des hommes
- Festival Partie(s) de Campagne d'Ouroux-en-Morvan 2017 : Prix du public pour Une si longue peine[8]
- Festival International Jean Rouch du film ethnographique 2018 : Mention spéciale du jury international pour Après l'ombre[9]
- Le 10 juillet 2025, Stéphane Mercurio refuse la distinction de Chevalier des Arts et des Lettres décernée par Rachida Dati[10].